# Nacaduba isana
Nacaduba isana är en fjärilsart som beskrevs av Hans Fruhstorfer 1916. Nacaduba isana ingår i släktet Nacaduba och familjen juvelvingar. Inga underarter finns listade i Catalogue of Life.